# Herb powiatu golubsko-dobrzyńskiego
Herb powiatu golubsko-dobrzyńskiego – jeden z symboli powiatu golubsko-dobrzyńskiego, ustanowiony 28 grudnia 2000

## Wygląd i symbolika
Herb przedstawia na tarczy  w polu czerwonym gołąb srebrny z gałązką laurową w dziobie, trzymający ogończyka pochylonego w prawo. Herb nawiązuje do herbu krzyżackiego komtura golubskiego, którym był biały gołąb na czerwonym polu trzymający w dziobie gałązkę. Natomiast ogończyk jest symbolem Dobrzynia.